# Fumiya Iwamaru
Fumiya Iwamaru (岩丸 史也 Iwamaru Fumiya?), född 4 december 1981 i Gunma prefektur, är en japansk fotbollsspelare.
Iwamaru började sin karriär 2000 i Vissel Kobe. Efter Vissel Kobe spelade han för Júbilo Iwata, Thespakusatsu Gunma (Thespa Kusatsu), Avispa Fukuoka, Yokohama FC, Roasso Kumamoto och V-Varen Nagasaki. Han avslutade karriären 2014.